# Prisión del Fleet
La prisión del Fleet fue una conocida cárcel de Londres, a orillas del río Fleet. Se construyó en 1197, y tuvo que ser reconstruida en varias ocasiones, manteniéndose en uso hasta 1844. La prisión fue demolida en 1846.

## Historia

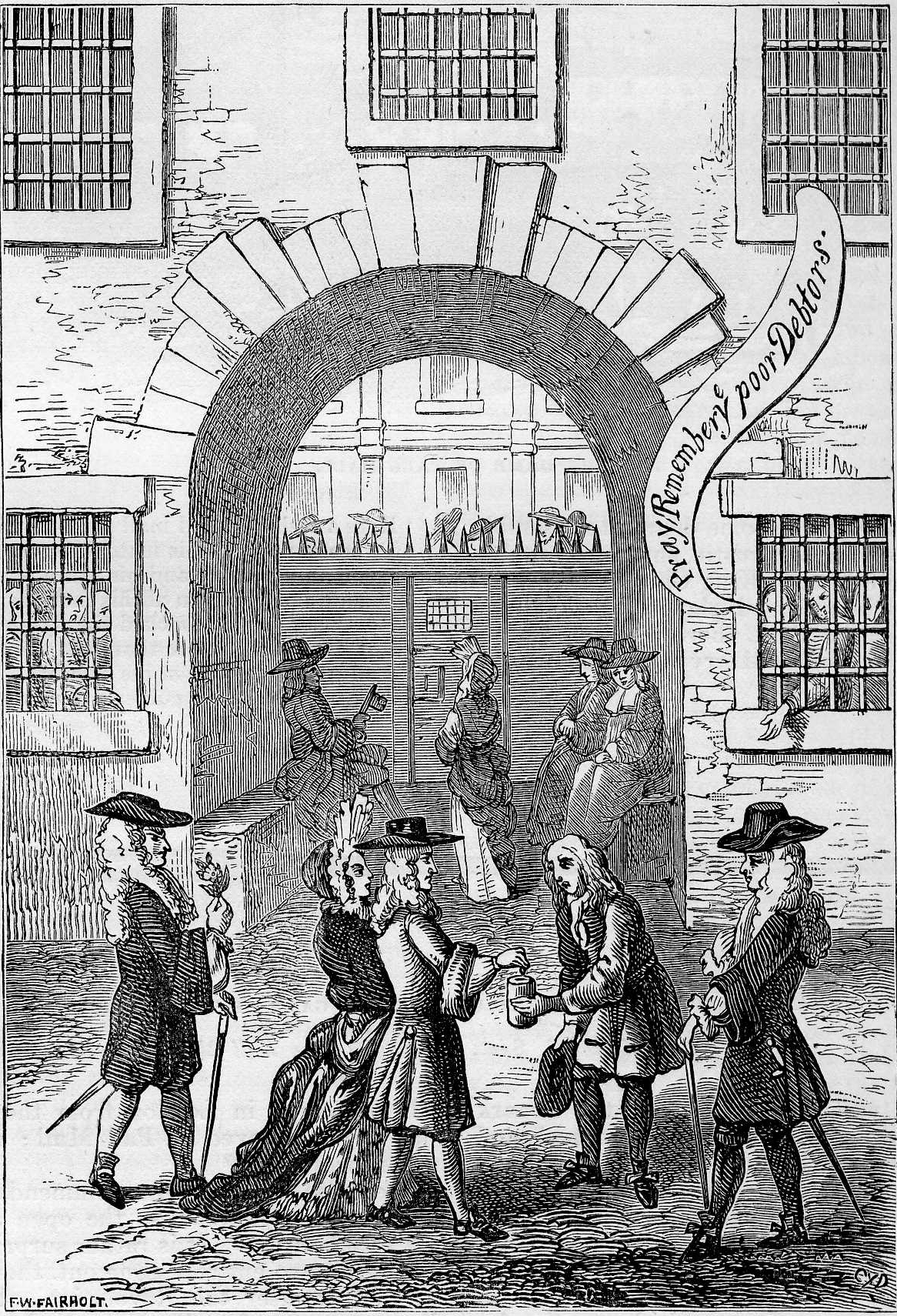
"Pray remember ye poor debtors": presos de la prisión del Fleet piden limosna a los viandantes

La prisión del Fleet fue construida en 1197 en lo que hoy es Farringdon Street, en la orilla este del río Fleet, del que tomó el nombre. Adquirió una particular prominencia al utilizarse como lugar de internamiento de condenados en la Cámara estrellada, y más tarde, como prisión de morosos y de convictos de desacato al tribunal de equidad. En 1381, durante la revuelta de los campesinos, fue destruida deliberadamente por los hombres de Wat Tyler.
En 1666 se quemó por completo en el tercer día del gran incendio de Londres, logrando escapar los prisioneros en el último momento. Tras el fuego, el entonces director de la prisión, Sir Jeremy Whichcote, compró Caron House, en Lambeth, para albergar a los deudores encarcelados en Fleet mientras se reconstruía la prisión en su emplazamiento original, corriendo él mismo con todos los gastos.
Durante el siglo XVIII, la prisión del Fleet se utilizó principalmente para recluir deudores y personas en bancarrota. En la cárcel vivían habitualmente unos 300 prisioneros con sus familias. Al igual que la prisión de Marshalsea, estaba dividida en una zona de comunes, restrictiva y dura, y una zona de señores más abierta, por la que había que pagar una renta.
En aquella época, las prisiones eran empresas lucrativas. Los prisioneros debían pagar la comida y el alojamiento. Se cobraban tasas por las llaves o por quitar los grilletes, y la prisión del Fleet tenía los precios más altos de Inglaterra. Había incluso una reja en la pared lindante con la calle Farringdon para que los prisioneros pudieran pedir limosna a los viandantes. Pero los prisioneros no estaban obligados a vivir dentro de la prisión: mientras indemnizaran al carcelero para compensar el dinero que no ganaba, los prisioneros podían alojarse dentro de una zona concreta alrededor de los muros de la prisión llamada liberty de la Fleet o leyes de la Fleet. A partir de 1613 se produjeron numerosos matrimonios irregulares (Fleet Marriages). Los límites de la zona liberty abarcaban la parte norte de Ludgate Hill, de Old Bayley hasta Fleet Lane, a lo largo de esta calle hasta el mercado de Fleet y siguiendo el muro de la prisión hasta Ludgate Hill.
El director de la prisión, denominado director de prisión, era nombrado por patente real. Se convirtió en práctica habitual que los directores designados subcontrataran la prisión al mejor postor. Esta costumbre hizo famosa la prisión por las crueldades infligidas a los prisioneros. Uno de los arrendatarios del nombramiento, Thomas Bambridge, que se convirtió en director de prisión en 1728, tuvo una reputación especialmente mala. Sometió a los prisioneros a terribles extorsiones, y según un comité de la Cámara de los Comunes nombrado para investigar el estado de las penitenciarías inglesas, cargaba de grilletes a los prisioneros de forma arbitraria e ilegal, los encerraba en calabozos y maltrataba a los deudores, tratándolos de forma bárbara y cruel, violando y desobedeciendo claramente las leyes. Bambridge fue internado en la prisión de Newgate y se aprobó una ley para impedir que disfrutara del nombramiento de director.
La prisión del Fleet fue de nuevo destruida durante los disturbios de Gordon en 1780, y se reconstruyó entre 1781 y 1782. En 1842, en aplicación de un decreto parlamentario, los reclusos de las prisiones de Marshalsea, Fleet y King's Bench fueron transferidos a la prisión Queen (como se rebautizó la cárcel Queen's Bench), y la Fleet se clausuró. En 1844 el edificio fue vendido al Ayuntamiento de Londres, que la derribó en 1846.

## Reclusos célebres
En  1601, el poeta John Donne fue encarcelado junto con el sacerdote que lo casó y el testigo de la boda hasta que se probó que su matrimonio con Anne Donne era legal y válido.
Otro prisionero notable fue Samuel Byrom, hijo del escritor y poeta John Byrom. Samuel Byrom fue encarcelado por deudas en 1725, y en 1729 envió una petición a su viejo amigo de la escuela, el duque de Dorset, en la que descargaba su ira contra las injusticias del sistema:

¡Qué barbaridad puede ser mayor que los carceleros (sin que medie provocación) caguen de grilletes a los prisioneros, los encierren en calabozos, los esposen, les nieguen las visitas de sus amigos y les fuercen a pagar cantidades excesivas por su alojamiento, vituallas y bebidas; que abran sus cartas y se apropien de las limosnas que les envían! Y cuando los deudores han conseguido saldar las deudas con sus acreedores, a cientos siguen retenidos en prisión por impago de su alojamiento y otras injustas pretensiones de sus carceleros, hasta que muchos de ellos al final, presas de la desesperación, se ven abocados a suicidarse (...) a los carceleros se les debería dar un salario fijo, y prohibirles, bajo pena de cese instantáneo, aceptar sobornos, tasas o recompensan de cualquier tipo (…) la prisión por deudas inflige una mayor pérdida al país, en forma de desperdicio de potencia y energía, que los monasterios y conventos en el extranjero y entre los pueblos católicos (…) Holanda, el país más incivil del mundo, trata a los deudores con benevolencia y a los malhechores con rigor; Inglaterra, en cambio, se muestra indulgente con los asesinos y ladrones, pero a los pobres deudores se les exigen imposibles (...)- Manchester Times, 22 de octubre de 1862

Otros prisioneros famosos son:
- Sir Thomas Lodge, Lord Mayor (alcalde) de Londres, pasó un corto periodo en la Fleet tras declararse en bancarrota al final de su mandato, hacia 1562-63.
- Francis Tregian el joven, conocido por haber aprovechado su estancia en prisión para copiar manuscritos musicales.
- George Thomson (1619 – 1676). Médico y escritor de medicina, luchó con los monárquicos del príncipe Mauricio durante la revolución inglesa. En 1644 fue capturado por las fuerzas parlamentarias en Newbury y encarcelado en la prisión del Fleet.
- Edmund Dummer (1651–1713), Supervisor de la Marina, fundador de la base marítima de la Marina Real en Devonport (Plymouth), parlamentario por Arundel  y fundador del primer servicio de paquetería entre Falmouth (Cornualles) y las Indias Occidentales, murió arruinado en la prisión de deudores de Fleet.[6]
- John Jones of Gellilyfdy, anticuario y calígrafo galés que fue encarcelado repetidamente en la primera mitad del siglo XVII, aprovechó sus estancias en prisión para trabajar copiando manuscritos.[7]
- Moses Pitt, editor que en 1691 publicó The Cry of the Oppressed, un conmovedor escrito en su propio nombre y en el de todos los prisioneros por deudas de todo el país[8]
- John Cleland, defensor de la libertad de expresión en la Gran Bretaña del siglo XVIII.
- William «Strata» Smith, que en 1815 creó su famoso mapa geológico de Inglaterra, Gales y el sur de Escocia.
- Charles Hall, notable economista y uno de los primeros socialistas.
- William Penn, defensor de la democracia y la libertad religiosa, estuvo preso por deudas en 1707.[9]
- Teodoro de Neuhoff, único rey de Córcega, fue encarcelado en 1756,[10] poco antes de su muerte.
- Jørgen Jørgensen, aventurero danés que ayudó a construir el primer asentamiento en Tasmania, y durante un corto periodo en 1809 gobernó Islandia, convirtiéndose posteriormente en espía británico y siendo más tarde deportado a Tasmania.

## Reclusos famosos de la ficción
- Samuel Pickwick, protagonista de Los papeles póstumos del Club Pickwick de Charles Dickens, es encarcelado en la Fleet por negarse a pagar los gastos derivados de una demanda por incumplimiento de promesa interpuesta contra él por la Sra. Bardell. El libro hace una vívida descripción de la vida, las costumbres y los abusos que ocurrían en la prisión.[9]
- Al final de la obra Enrique IV (2.ª parte) de William Shakespeare, Falstaff se sorprende cuando, en lugar de ser promocionado por el nuevo rey, el juez dice a sus oficiales «Id, llevad a Sir John Falstaff a la Fleet; /Llevad a toda su compañía con él».
- En La suerte de Barry Lyndon, Lyndon pasa los últimos diecinueve años de su vida en la prisión del Fleet.
- Casi al final de "Tom and Jerry: Life in London", Bob Logic pasa un tiempo en la prisión del Fleet por deudas.